# Ithytrichia dovporiana
Ithytrichia dovporiana är en nattsländeart som beskrevs av Lazar Botosaneanu 1980. Ithytrichia dovporiana ingår i släktet Ithytrichia och familjen smånattsländor. Inga underarter finns listade i Catalogue of Life.